# Helena Megala Komnena
Kraljica Gruzije Helena Megala Komnena (grčki Έλενα Μεγάλη Κομνηνή, Elena Megalē Komnēnē, gruzijski ელენა დიდი კომნენოსი) bila je prva žena kralja Bagrata V.
Ne zna se kad je rođena ni gdje, a pretpostavlja se samo da je bila princeza Trapezunta, kći cara Bazilija i jedne od njegovih žena, Irene Trapezuntske ili Irene Paleolog.
Helena je svom mužu rodila dvojicu sinova – Đuru VII. Gruzijskog i Davida, te je umrla od kuge 1366.
| Prethodnik:       | gruzijska kraljica | Nasljednik:        |
| Sinduhtar Džakeli | gruzijska kraljica | Ana Velika Komnena |